# 日向駅
日向駅（ひゅうがえき）は、千葉県山武市椎崎にある、東日本旅客鉄道（JR東日本）総武本線の駅である。

## 歴史
駅名は1889年（明治22年）4月1日に成立した武射郡日向村に由来するもので、令制国の日向国とは直接の関係は無い。

### 年表
- 1899年（明治32年）10月12日：総武鉄道八街 - 成東間に新設[1][2]。
- 1907年（明治40年）9月1日：総武鉄道が鉄道国有法により買収され、帝国鉄道庁の駅となる[1]。
- 1962年（昭和37年）10月1日：貨物取扱廃止[3]。
- 1972年（昭和47年）6月1日：荷物扱い廃止[3]。
- 1974年（昭和49年）3月15日：無人駅化[1][4]。
- 1984年（昭和59年）7月：現駅舎使用開始。
- 1987年（昭和62年）4月1日：国鉄分割民営化に伴い、東日本旅客鉄道（JR東日本）の駅となる[5]。
- 1997年（平成9年）7月1日：業務委託駅となり有人駅化[1]。
- 2001年（平成13年）11月18日：ICカード「Suica」の利用が可能となる[広報 1]。

## 駅構造
相対式ホーム2面2線を有する地上駅である。ホームは嵩上げされていない。駅舎は2番線ホームに接しており2つのホームは跨線橋で結ばれる。
かつては木造駅舎があったが、今は比較的簡易な構造の駅舎に建て替えられている。旧駅舎と今の駅舎は場所が少し異なっており、旧駅舎のあった場所には現在も2番ホームから階段が下っており、何も無いところに階段がある（ただし、柵で封鎖されているため降りることは出来ない）。
2番線ホーム上に男女別の水洗式トイレが設置されている（ただし、多機能トイレは設置されていない）。無人駅だった当時は駅舎に男女共用の汲取り式トイレが設置されていたが、有人化に際しトイレのあった箇所に駅事務室を設けたため、現在のトイレが整備されるまでの間は2番線ホーム上に男女共用で簡易水洗式仮設トイレが設置されていた。
業務委託駅（JR東日本ステーションサービス受託、成田統括センター（成東駅）管理）で、自動券売機、簡易Suica改札機、乗車駅証明書発行機が設置されている。

### のりば
| 番線 | 路線      | 方向 | 行先           |
| ---- | --------- | ---- | -------------- |
| 1    | ■総武本線 | 上り | 千葉方面       |
| 2    | ■総武本線 | 下り | 成東・銚子方面 |

（出典：JR東日本:駅構内図）
- ホームは8両編成までに対応する[1]。線路有効長は11両編成分ある。
- 横須賀・総武快速線直通電車の発着に関しては、朝の成東駅始発分は基本11両編成の「快速」として運行する為、通過するが、夜の逗子駅 - 成東駅間の1往復は、佐倉駅で成田線成田空港駅発着の前11両と増・解結を行い、佐倉駅 - 成東駅間は付属4両編成で各駅停車の「普通」で運行する為、当駅にも停車する。

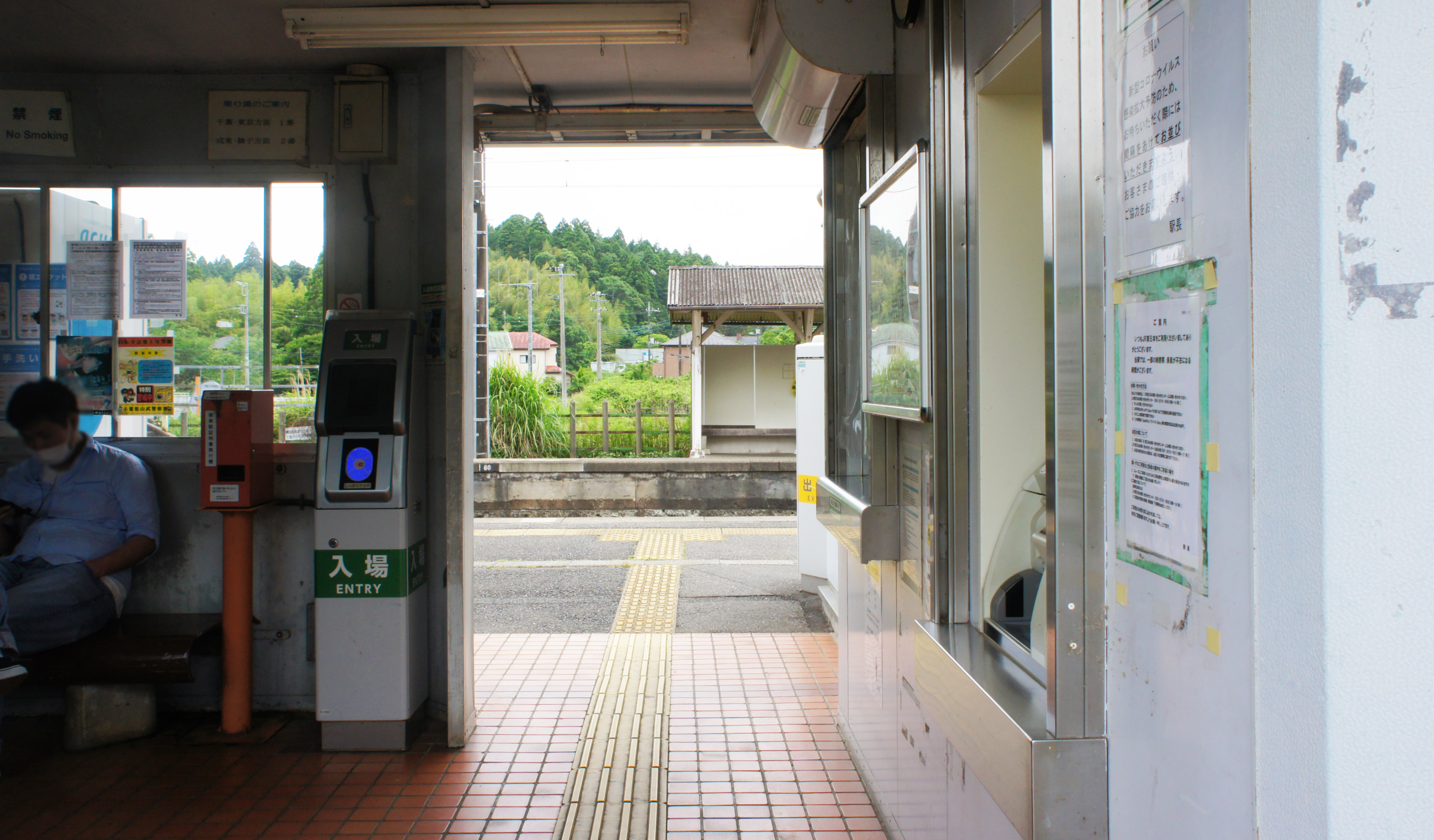
改札口（2021年5月）
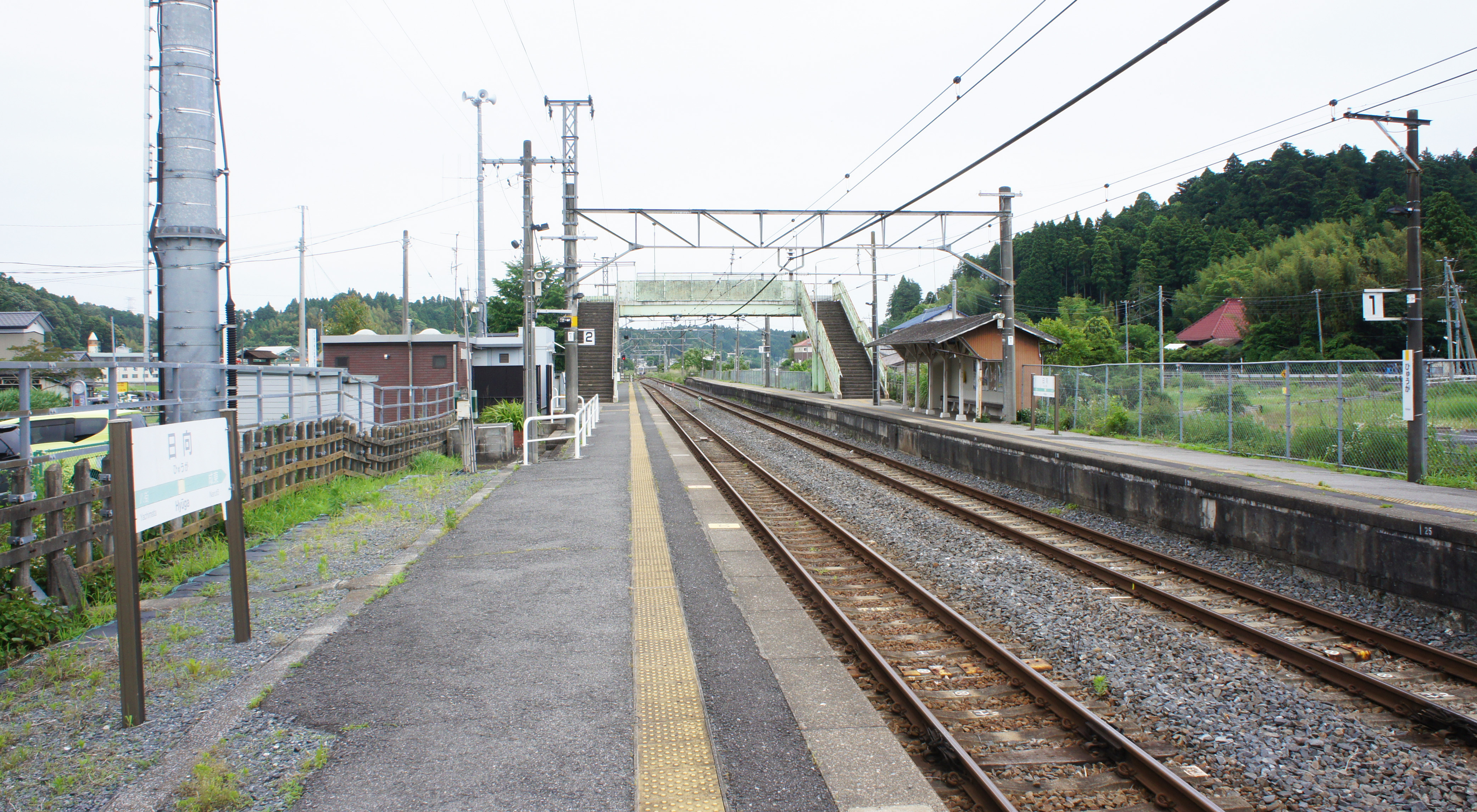
駅ホーム（2021年5月）

## 利用状況
2023年（令和5年）度の1日平均乗車人員は687人である。
JR東日本および千葉県統計年鑑によると、近年の1日平均乗車人員の推移は以下の通り。
| 年度               | 1日平均 乗車人員 | 出典     |
| ------------------ | ---------------- | -------- |
| 1990年（平成02年） | 709              | [ * 1 ]  |
| 1991年（平成03年） | 781              | [ * 2 ]  |
| 1992年（平成04年） | 914              | [ * 3 ]  |
| 1993年（平成05年） | 1,040            | [ * 4 ]  |
| 1994年（平成06年） | 1,152            | [ * 5 ]  |
| 1995年（平成07年） | 1,295            | [ * 6 ]  |
| 1996年（平成08年） | 1,329            | [ * 7 ]  |
| 1997年（平成09年） | 1,431            | [ * 8 ]  |
| 1998年（平成10年） | 1,451            | [ * 9 ]  |
| 1999年（平成11年） | 1,497            | [ * 10 ] |
| 2000年（平成12年） | 1,492            | [ * 11 ] |
| 2001年（平成13年） | 1,552            | [ * 12 ] |
| 2002年（平成14年） | 1,521            | [ * 13 ] |
| 2003年（平成15年） | 1,512            | [ * 14 ] |
| 2004年（平成16年） | 1,469            | [ * 15 ] |
| 2005年（平成17年） | 1,475            | [ * 16 ] |
| 2006年（平成18年） | 1,490            | [ * 17 ] |
| 2007年（平成19年） | 1,466            | [ * 18 ] |
| 2008年（平成20年） | 1,441            | [ * 19 ] |
| 2009年（平成21年） | 1,405            | [ * 20 ] |
| 2010年（平成22年） | 1,366            | [ * 21 ] |
| 2011年（平成23年） | 1,294            | [ * 22 ] |
| 2012年（平成24年） | 1,258            | [ * 23 ] |
| 2013年（平成25年） | 1,208            | [ * 24 ] |
| 2014年（平成26年） | 1,113            | [ * 25 ] |
| 2015年（平成27年） | 1,071            | [ * 26 ] |
| 2016年（平成28年） | 1,033            | [ * 27 ] |
| 2017年（平成29年） | 970              | [ * 28 ] |
| 2018年（平成30年） | 924              | [ * 29 ] |
| 2019年（令和元年） | 873              | [ * 30 ] |
| 2020年（令和02年） | 638              |          |
| 2021年（令和03年） | 668              |          |
| 2022年（令和04年） | 687              |          |
| 2023年（令和05年） | 687              |          |

## 駅周辺

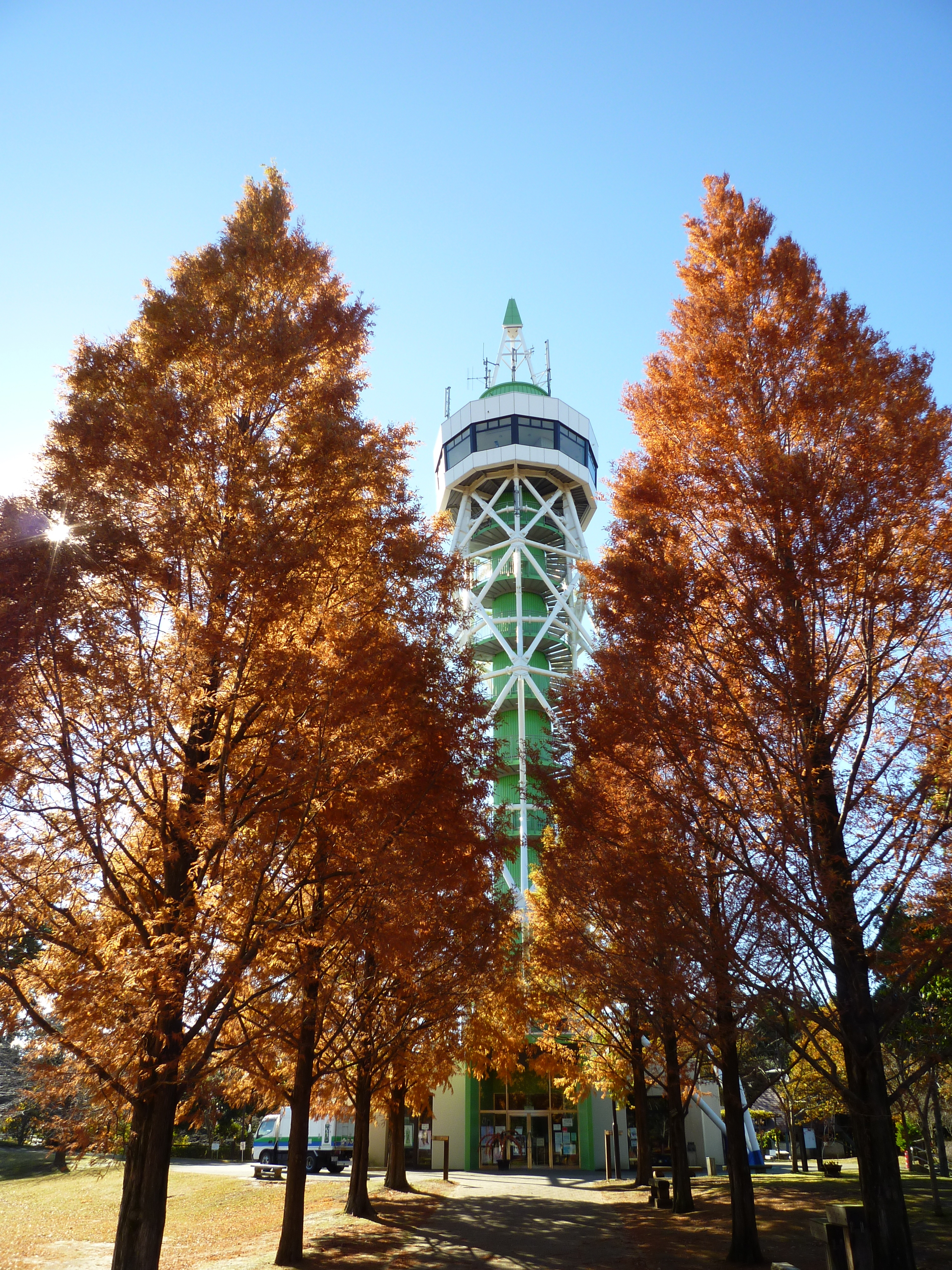
さんぶの森公園

旧・山武町にあった唯一の鉄道駅であるが、山武市役所山武支所（旧・山武町役場）のある中心部には当駅から北へおよそ3キロメートル（km）ほどの距離がある。この駅があるのは作田川沿いの場所であり、千葉県道76号成東酒々井線沿いの日向台を中心に日向ニュータウンが整備されている。
かつては山武自動車教習所が駅のすぐ近くにあり、駅構内や車窓から容易に確認することができた。2010年（平成22年）9月に閉校したが、設備の跡は今も残っている。
- 千葉県道76号成東酒々井線
- 千葉県道116号横芝山武線
- 千葉県道117号日向停車場極楽寺線
- 山武市立山武中学校
- 山武市立日向小学校
- さんぶの森元気館
- さんぶの森公園
- さんぶの森文化ホール
- さんぶの森図書館
- さんぶの森中央会館
- さんぶの森ふれあい公園
- ボーイスカウト東京連盟日向野営場
- 作田川
- 日向郵便局
- 日向マスジド
- ヤックスドラッグ日向店
- サンドラッグ山武店
- コメリハード＆グリーン山武店
- ランドロームフードマーケット山武店
- JA山武郡市緑の風山武店
- 山武市基幹バス「日向駅」停留所

## 隣の駅
東日本旅客鉄道（JR東日本）
■総武本線
■快速
通過
■普通（各駅停車）
八街駅 - 日向駅 - 成東駅

#### 広報資料・プレスリリースなど一次資料
1. ↑  “Suicaご利用可能エリアマップ（2001年11月18日当初）” (PDF).   東日本旅客鉄道. 2019年7月27日時点のオリジナルよりアーカイブ。2020年4月30日閲覧。

#### 利用状況に関する資料
1. ↑  千葉県統計年鑑 - 千葉県

JR東日本の2000年度以降の乗車人員
1. 1 2 3  各駅の乗車人員（2023年度） - JR東日本
2. ↑  各駅の乗車人員（2000年度） - JR東日本
3. ↑  各駅の乗車人員（2001年度） - JR東日本
4. ↑  各駅の乗車人員（2002年度） - JR東日本
5. ↑  各駅の乗車人員（2003年度） - JR東日本
6. ↑  各駅の乗車人員（2004年度） - JR東日本
7. ↑  各駅の乗車人員（2005年度） - JR東日本
8. ↑  各駅の乗車人員（2006年度） - JR東日本
9. ↑  各駅の乗車人員（2007年度） - JR東日本
10. ↑  各駅の乗車人員（2008年度） - JR東日本
11. ↑  各駅の乗車人員（2009年度） - JR東日本
12. ↑  各駅の乗車人員（2010年度） - JR東日本
13. ↑  各駅の乗車人員（2011年度） - JR東日本
14. ↑  各駅の乗車人員（2012年度） - JR東日本
15. ↑  各駅の乗車人員（2013年度） - JR東日本
16. ↑  各駅の乗車人員（2014年度） - JR東日本
17. ↑  各駅の乗車人員（2015年度） - JR東日本
18. ↑  各駅の乗車人員（2016年度） - JR東日本
19. ↑  各駅の乗車人員（2017年度） - JR東日本
20. ↑  各駅の乗車人員（2018年度） - JR東日本
21. ↑  各駅の乗車人員（2019年度） - JR東日本
22. ↑  各駅の乗車人員（2020年度） - JR東日本
23. ↑  各駅の乗車人員（2021年度） - JR東日本
24. ↑  各駅の乗車人員（2022年度） - JR東日本

千葉県統計年鑑
1. ↑  千葉県統計年鑑（平成3年）
2. ↑  千葉県統計年鑑（平成4年）
3. ↑  千葉県統計年鑑（平成5年）
4. ↑  千葉県統計年鑑（平成6年）
5. ↑  千葉県統計年鑑（平成7年）
6. ↑  千葉県統計年鑑（平成8年）
7. ↑  千葉県統計年鑑（平成9年）
8. ↑  千葉県統計年鑑（平成10年）
9. ↑  千葉県統計年鑑（平成11年）
10. ↑  千葉県統計年鑑（平成12年）
11. ↑  千葉県統計年鑑（平成13年）
12. ↑  千葉県統計年鑑（平成14年）
13. ↑  千葉県統計年鑑（平成15年）
14. ↑  千葉県統計年鑑（平成16年）
15. ↑  千葉県統計年鑑（平成17年）
16. ↑  千葉県統計年鑑（平成18年）
17. ↑  千葉県統計年鑑（平成19年）
18. ↑  千葉県統計年鑑（平成20年）
19. ↑  千葉県統計年鑑（平成21年）
20. ↑  千葉県統計年鑑（平成22年）
21. ↑  千葉県統計年鑑（平成23年）
22. ↑  千葉県統計年鑑（平成24年）
23. ↑  千葉県統計年鑑（平成25年）
24. ↑  千葉県統計年鑑（平成26年）
25. ↑  千葉県統計年鑑（平成27年）
26. ↑  千葉県統計年鑑（平成28年）
27. ↑  千葉県統計年鑑（平成29年）
28. ↑  千葉県統計年鑑（平成30年）
29. ↑  千葉県統計年鑑（令和元年）
30. ↑  千葉県統計年鑑（令和2年）